# Johann Michael Stadlin
Johann Michael Stadlin (* 18. Juni 1845 in Zug; heimatberechtigt ebenda; † 14. August 1909 ebenda) war ein Schweizer Unternehmer und Kantonsrat. Er gilt als «Pionier» der frühen Zuger Industrie.

## Leben und Wirken
Johann Michael Stadlin war Sohn des Müllers und Bäckers Franz Michael Stadlin und der Theresia Speck. Er besuchte von 1858 bis 1859 die Realschule im Kollegium Schwyz und hielt sich längere Zeit in der Westschweiz auf. Die aus München stammende Ottilie (1866–1941), Tochter des Zeichnungslehrers Josef Fröhlich, wurde seine Ehefrau. Das Ehepaar hatte sechs Kinder: Ottilia, Walter, Paul, Werner, Maria und Paula.
Mit 18 Jahren übernahm Stadlin nach dem Tod seines Vaters die Mühle in Zug, die er 1881 verkaufte. Er wurde 1875 Mitinitiant und Planer der Wasserversorgung in Zug, die er von 1878 bis zur Überführung in eine Aktiengesellschaft 1892 verwaltete. Von 1886 bis 1894 war Stadlin liberaler Zuger Kantonsrat, während er mit seinem Partner Fritz Wyss die Untermühle in Cham zum Erfolg brachte (1887–1898). Nach Eröffnung der Bahnstrecken Thalwil–Zug und Zug–Arth-Goldau plante er die Untermühle in Zug, die 1898 als zweite vollautomatische Mühle in der Schweiz in Betrieb genommen wurde. Die Grossmühle hatte Gleisanschluss und erhielt Strom vom neuen Kraftwerk an der Lorze. Im Tessin erwarb Stadlin 1888 und 1904 zwei Mühlen in Maroggia. Er baute von 1903 bis 1904 eine grosse Mühle in Rom, die er bald mit Gewinn verkaufte. Dem Bankrat der Zuger Kantonalbank gehörte Stadlin von 1899 bis zu seinem Tod an.
Johann Michael Stadlin starb am 14. August 1909. Sein Grabmal auf dem Friedhof St. Michael gilt als «erhaltenswert».

## Belege
1. 1 2 3 4  Brigitte Moser: Zug: Kleiner Tempel für grossen Pionier. Zuger Zeitung vom 1. Februar 2017.
2. 1 2  Renato Morosoli: Johann Michael Stadlin. In: Historisches Lexikon der Schweiz.  18. August 2010.

| Personendaten    | Personendaten                        |
| ---------------- | ------------------------------------ |
| NAME             | Stadlin, Johann Michael              |
| KURZBESCHREIBUNG | Schweizer Unternehmer und Kantonsrat |
| GEBURTSDATUM     | 18. Juni 1845                        |
| GEBURTSORT       | Zug, Schweiz                         |
| STERBEDATUM      | 14. August 1909                      |
| STERBEORT        | Zug, Schweiz                         |